# Patrick Nyarko
Patrick Nyarko (Kumasi, 15. siječnja 1986.) bivši je ganski nogometaš.